# حركة 22 يونيو التصحيحية
الحركة التصحيحية هي انقلابًا داخليًا غير دموي حدث في 22 يونيو 1969، مما أدى إلى استيلاء الفصيل اليساري على حزب الجبهة القومية الحاكم في جنوب اليمن.
بقيادة عبد الفتاح إسماعيل وسالم ربيع علي ، أطاحت هذه الخطوة برئيس اليمن الجنوبي آنذاك وزعيم الفصيل اليميني في الجبهة الوطنية، قحطان الشعبي ، إلى جانب رئيس الوزراء فيصل الشعبي وحكومته.  
وتبعت الاستيلاء اليساري إصلاحات اجتماعية وسياسية؛ فتحولت الدولة إلى دولة شيوعية ، وتم تأميم المؤسسات، وتم بناء المدارس والجامعات ، وأصبح التعليم متاحًا مجانًا للجميع، وتم إنشاء قانون جديد للأسرة ‏ يضمن المساواة بين الرجال والنساء.

## خلفية

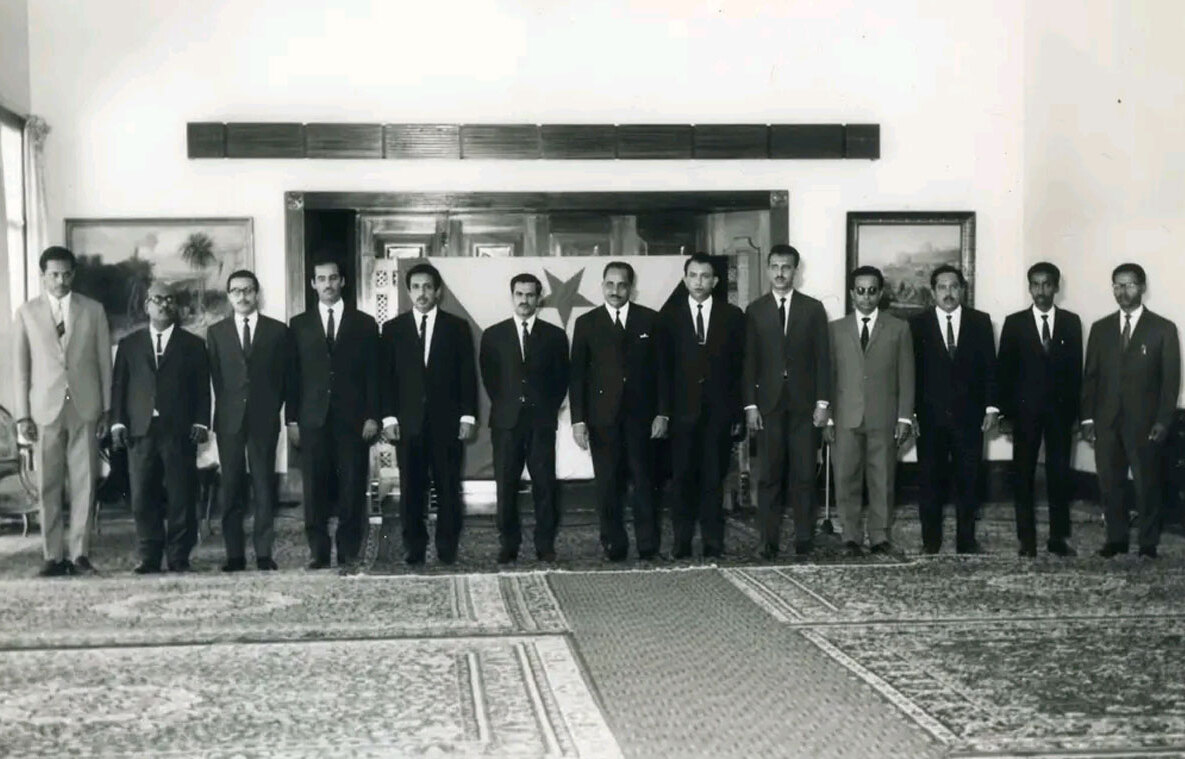
أول حكومة في جنوب اليمن، 1 ديسمبر 1967

بعد استقلال جنوب اليمن عن البريطانيين في 30 نوفمبر 1967، انقسمت الجبهة القومية للتحرير ، والتي أصبحت تعرف فيما بعد باسم الجبهة الوطنية،  إلى فصيلين؛ الفصيل اليميني الحاكم المتمركز في عدن والذي يدعو إلى نظام رأسمالي ، والفصيل اليساري الاشتراكي المتمركز في حضرموت والذي استندت أيديولوجيته على كتاب فلاديمير لينين " الدولة والثورة" .   في الأول من ديسمبر عام 1967، أعلنت الدولة حديثة التأسيس عن تشكيل أول حكومة مكونة من 12 وزيرًا، وكان قحطان الشعبي مرشحًا توافقيًا للفصائل المختلفة، وتولى منصب الرئيس ورئيس الوزراء والقائد الأعلى للقوات المسلحة .   وفي 11 ديسمبر 1967 أصدر الشعبي مرسوماً يقضي بمصادرة جميع الأراضي والعقارات من سلاطين ووزراء اتحاد الجنوب العربي السابقين، وإلغاء القوانين السابقة. تم قبول اليمن الجنوبي في جامعة الدول العربية والأمم المتحدة . 
ومن الناحية الاقتصادية، أدى انسحاب البريطانيين إلى ترك أكثر من 20 ألف يمني عاطلين عن العمل، كما أدى إغلاق قناة السويس إلى حرمان العاصمة عدن من 75% من دخلها من الشحن والتجارة. وكان دخل الفرد 40 جنيهًا إسترلينيًا. وعلاوة على ذلك، أدى فشل البريطانيين في الوفاء بالتزاماتهم بالمساعدات إلى خسارة الدولة 60 في المائة من إيراداتها.  إن الافتقار إلى الخبرة لدى القادة الجدد أدى إلى تفاقم التدهور الاقتصادي والفوضى.  بالإضافة إلى كل ذلك، كانت الدول المجاورة مثل المملكة العربية السعودية وسلطنة عمان ، إلى جانب النظام الجمهوري اليميني في الجمهورية العربية اليمنية والجماعات القومية المخلوعة مثل جبهة تحرير جنوب اليمن المحتل ورابطة الجنوب العربي، تهدف إلى سحق الدولة الناشئة حديثًا.  

### المؤتمر الوطني الرابع للجبهة قومية
في 30 يناير 1968 نشر عبد الله الخمري عضو الهيئة العامة لإدارة جريدة الجبهة القومية الثوري مقالاً يتساءل فيه عن قيادة الجبهة القومية تحت عنوان "هل هم الثوار أم الانتهازيون في السلطة؟"، حيث شكك في قيادة الجبهة القومية ("الانتهازيون") ودعا إلى التحريض ضدهم. ولم تتم مراجعة المقال المنشور من قبل بقية أعضاء المجلس: فيصل الشعبي وعبد الفتاح إسماعيل ، وكلاهما أدان المقال. وقد خلقت هذه الحادثة شعورا بعدم الثقة بين أعضاء الجبهة الوطنية، ما أدى إلى انقسامات داخلية. قررت قيادة الجبهة القومية مناقشة هذه المشاكل في مؤتمر الحزب القادم. 
وكان من المقرر حل الخلافات بين الفصائل في المؤتمر الوطني الرابع للجبهة الوطنية.  وأعلنت الهيئة العامة للجبهة القومية تشكيل لجنة تحضيرية برئاسة فيصل الشعبي، وعبد الفتاح إسماعيل، وعلي صالح عباد، وعبد الله الخامري، وتم تكليفهم بمهمة الاجتماع والتحضير للمؤتمر.  ولم تجتمع اللجنة مطلقًا للتحضير للمؤتمر، ووصف علي ناصر التحضيرات التي استغرقت ستة أسابيع للمؤتمر بأنها "فوضوية". وخلال فترة الإعداد أعلن عبد الفتاح إسماعيل أنه سيغادر اليمن إلى القاهرة لأسباب صحية. أدى إعلان إسماعيل فعليًا إلى حل اللجنة التحضيرية التي عينتها اللجنة العامة للجبهة الوطنية.  وتم تشكيل لجنة أمر واقع جديدة برئاسة نايف حواتمة ، وأعدت المؤتمر، دون الرجوع إلى قيادة الحزب. 
انعقد المؤتمر في الفترة من 2 إلى 8 مارس 1968م، في مدينة زنجبار بالمحافظة الثالثة .   حضر المؤتمر جنود من القوات المسلحة، الذين لم يكونوا أعضاء في الجبهة الوطنية، على الرغم من احتجاجات الفصائل اليسارية.  وفقًا لعلي ناصر، عُقد المؤتمر "في جو عام من التسمم".  واعتُبر المؤتمر نجاحًا للفصائل اليسارية التي استند موقفها إلى خطاب سابق لعبد الفتاح إسماعيل، والذي ذكر فيه أن جنوب اليمن يمكن أن يحكمه إما " البرجوازية الصغيرة" أو "القوى الثورية". جادل بأن "البرجوازية الصغيرة لم تتمكن في هذه الحقبة من تاريخ العالم من محاربة الإمبريالية وتحقيق التنمية الاقتصادية والاجتماعية اللازمة ضد معارضة الإمبريالية". سرد إخفاقات البرجوازية الصغيرة مثل ثورات عام 1848 ، وهاجم نظامي كوامي نكروما وسوكارنو اللذين أُطيح بهما مؤخرًا، وانتقد حكومات مصر والجزائر وسوريا والعراق ، حيث زعم أن البرجوازية الصغيرة "قد أخفت دكتاتوريتها تحت ستار "الاشتراكية"." 
لقد وجدت أفكار اليسار حول تحويل الدولة إلى ديمقراطية شعبية ، واعتماد الاشتراكية العلمية ومعاداة الرأسمالية كأيديولوجية رئيسية للجبهة الوطنية، وإنشاء ميليشيا شعبية يتراوح عدد أفرادها بين 100 ألف و150 ألف فرد، وتقييد عضوية الحزب بالنسبة للعمال والفلاحين والجنود والمثقفين الثوريين، ونقل السلطة إلى المجلس الشعبي الأعلى، صدى طيباً لدى معظم الحاضرين في المؤتمر. لقد فازوا بأغلبية المقاعد اليسارية في القيادة العامة المنتخبة حديثًا والمكونة من 41 عضوًا للحزب.    بعد المؤتمر، تمكن اليساريون من تمرير عدة قرارات أخرى تلزم الحكومة بتبني ممارسات من الأنظمة الاشتراكية العالمية: على سبيل المثال، بالإضافة إلى ما تم إدراجه بالفعل، طالبوا بتطهير الجيش والشرطة وأجهزة الدولة، وإنشاء مجالس شعبية محلية، و"جيش الشعب" و"ميليشيا الشعب"، وتنفيذ الإصلاح الزراعي وغيره من التغييرات الاشتراكية. وفي المقابل، وافقوا على "قيادة تسوية" للبلاد برئاسة الشعبي. 
وبعد انتهاء المؤتمر، أصدر الفصيل اليميني بقيادة قحطان بياناً رسمياً هاجموا فيه "اليسارية الطفولية" للفصيل المعارض، وسلطوا الضوء على ما أسموه "الخطأ الأول": "الإيمان بالصراع بين الطبقات وفرض دكتاتورية الطبقة الواحدة بدلاً من العمل على الانسجام بينها"، وهو ما يفسر أطروحات الناصريين المركزية القائلة بأن السمة المميزة للاشتراكية العربية هي عدم الإيمان بالصراع الطبقي. كما هاجموا انتقادات اليسار لـ"الدول العربية الشقيقة" ووبخوا هذه الأفكار باعتبارها غريبة عن "واقع اليمن الجنوبي". 

### الصراع داخل الجبهة القومية
وكان المؤتمر الرابع انتصارا لليسار. وقد عرّف المؤتمر الجبهة القومية بأنها "منظمة ثورية تمثل مصالح العمال والفلاحين والجنود والمثقفين الثوريين وتتبنى الاشتراكية العلمية كمنهج للتحليل والممارسة"، وكانت عضوية الحزب مقتصرة على المجموعات المذكورة أعلاه. وبعد انتهاء المؤتمر، بدأ الحزب في إنشاء المجالس الشعبية على الفور، وتنفيذ الإصلاح الزراعي، وتأميم رأس المال الأجنبي، وإجراء تطهير للجيش وإدارته، وتنفيذ برنامج للتعليم الجماهيري. ولذلك لم يوافق الجيش على نتائج المؤتمر، لأنه كان يواجه عملية تطهير. خلال المؤتمر، كان كبار المسؤولين في الجيش يقومون بحملات دعائية داخل الجيش حيث أدانوا "النفوذ الشيوعي"، وبعد انتهاء المؤتمر، قرروا القيام بانقلاب. قرر الجيش التحرك عندما عقدت كوادر الجبهة القومية في عدن اجتماعًا لدعم نتائج المؤتمر الرابع في 19 مارس/آذار 1968، وفي 20 مارس/آذار 1968، اعتقلت مجموعة من الضباط، بقيادة قائد الجيش، العقيد حسين عثمان عشال ، ثمانية من قادة القيادة العامة اليساريين، وحاصروا مقر الرئاسة، وطالبوا بتشكيل حكومة جديدة "لتحرير البلاد من التهديد الشيوعي". إلا أن الضباط افتقروا إلى الدعم الكافي، ونأى الشعبي نفسه، الذي كان الانقلاب مقصودًا له، بنفسه عن المتمردين مع اندلاع سلسلة من المظاهرات في عدن وجعار ويافع وحضرموت ضد المتمردين. وفي النهاية فشلت التمردات.  
وفي نهاية المطاف، نشأ صراع داخل قيادة الجبهة القومية بين اليسار، الذي دعا إلى "إصلاحات جديدة لصالح العمال اليمنيين"، واليمين، الذي كان يهدف إلى الحفاظ على جهاز الدولة القائم وخبرته الإدارية مع منح صلاحيات واسعة للشعبي.  عارض التيار اليميني بزعامة قحطان الشعبي التغييرات الجوهرية التي اقترحها اليسار بشأن البنية الاجتماعية والاقتصادية الحالية. لقد حافظوا على موقف محافظ بشأن قضايا مثل "تحرير جميع الأراضي العربية من الاستعمار ، ودعم مقاومة الشعب الفلسطيني ، ودعم الأنظمة الاشتراكية في جميع أنحاء العالم في مقاومتها للإمبريالية والقوى الاستعمارية في العالم الثالث ".  هدف الفصيل اليساري إلى تحقيق تغييرات اجتماعية واقتصادية كبيرة مصممة لصالح الأغلبية العاملة، بدلاً من الحفاظ على مزايا النخبة المتميزة.  وطالبوا بإنشاء قوى شعبية واقترحوا تأميم الأراضي. لقد ركزوا على خدمة مصالح الطبقة العاملة وليس الأقلية الغنية. كان قحطان يؤمن باستمرار المؤسسات القائمة وتطورها.  
أمر قحطان بالإفراج عن الكوادر المعتقلين لدى الجيش، دعمًا لقيادات اليسار المسجونين، ووصف خطوة الجيش بأنها كانت "بإخلاص، ولكن بطريقة خاطئة". وسرعان ما فصل الشعبي 150 ضابطًا ومسؤولًا من الجيش وأجهزة الدولة. ولتعزيز صورته الراديكالية، نشر قانون إصلاح زراعي أعده على عجل في 25 مارس/آذار، على غرار النظام المصري، الذي صادر الأراضي ووزعها على أنصار الجبهة الوطنية.  كانت المعارضة تنتشر بالفعل من القاعدة: طالبت منظمة الأنصار الحقيقيين بإنهاء "شغب الشيوعيين". ودعت صحيفة "العنف الثوري " الطلابية إلى اتخاذ إجراءات متطرفة، مقترحةً "صنع منافض سجائر من جماجم البرجوازيين، وسماد من عظامهم".  ومع ذلك، وجه الجيش ضربة قاسية لليسار، وأُزيح من المناصب القيادية في الحزب والحكومة. أصبحت قرارات المؤتمر الرابع غير فعالة. وكانت هناك اعتقالات أخرى، مما دفع العديد من الكوادر إلى الفرار من عدن إلى المناطق النائية وشمال اليمن. 

### التطهيرات والتطهيرات-المضادة
في 30 مارس 1968، قامت الفصائل اليمينية، غير الراضية عن نتائج المؤتمر، بشن حملة تطهير يسارية عنيفة لوقف تنفيذ الأفكار التي طرحت خلال المؤتمر.  وقد أدى ذلك إلى هيمنتهم المؤقتة على الحزب،  ولكنهم فشلوا في نهاية المطاف في تطهير اليسار. في مظاهرة في عدن في الأول من مايو 1968، لم يتمكن المشاركون من تجنب الاشتباك. وبعد يومين تمرد طلاب وجنود يساريون في منطقة مدينة الشعب . تم قمع الانتفاضة، ولكن في 14 مايو، قام اليسار بانقلاب مضاد، بقيادة عبد الفتاح إسماعيل وسليم ربيع علي :  اجتمع 14 (من أصل 21) عضوًا من اللجنة العامة في زنجبار وطالبوا الرئيس بتنفيذ جميع قرارات المؤتمر الرابع. ووصل الأمر إلى مواجهة عسكرية، لكنها فشلت في النهاية أيضًا:  وبعد مفاوضات مع علي عنتر، وافق الشعبي مرة أخرى على تسوية - لم يتجنب المشاركون في الانتفاضة القمع فحسب، بل عادوا أيضًا إلى مناصبهم العليا السابقة.  وقد نجح اليساريون واليمينيون معًا في قمع الانتفاضات المناهضة للحكومة، وفي أكتوبر 1968 تبنوا برنامج استكمال مرحلة التحرير الوطني الديمقراطي ، الذي أشار إلى مزيد من التحرك نحو اليسار. 

## الانقلاب

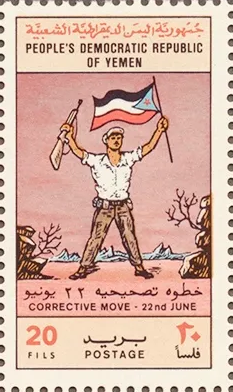
طابع بريدي تذكاري للحركة التصحيحية

هدفت الحركة التصحيحية إلى "إعادة الثورة إلى مسارها الصحيح"، الذي كان متوافقًا مع الاشتراكية الماركسية ، ومتأثرًا بشكل كبير بالاتحاد السوفيتي .  اختل التوازن في 19 يونيو/حزيران 1969، عندما أقال الشعبي وزير الداخلية محمد علي هيثم ، الذي انضم إلى اليسار. أعلنت القيادة العامة أن هذا القرار أحادي الجانب، ودون استشارة قيادة الجبهة. 
بعد جدلٍ طويل، أعلن الرئيس استقالته، وقبلتها القيادة العامة فورًا. توجه الشعبي إلى إذاعة العاصمة ليُخاطب الشعب بموقفه، لكن قيادة الجبهة اعتبرت ذلك محاولةً لتحريض أنصارها على التمرد: احتلّ الجيش الإذاعة، ووصل محرضون إلى ثكنات الجيش والشرطة، ومنعوا القوات المسلحة من التدخل، فاضطر الشعبي إلى التراجع عن قراره، ودار جدلٌ بين القيادة العامة لمدة أربعة أيام متواصلة حول مستقبل البلاد.
في 22 يونيو 1969، أُعلن عن إقالة الرئيس الشعبي لجنوب اليمن من جميع مناصبه. أُلغي منصب الرئيس، وشُكِّل مجلس رئاسي برئاسة سليم ربيع علي لإدارة شؤون الدولة، ونُقل منصب الأمين العام للجبهة القومية إلى عبد الفتاح إسماعيل. في نهاية نوفمبر 1969، طردت دورة القيادة العامة 20 من قادة اليمين السابقين من التنظيم، بمن فيهم الرئيس المخلوع.  سيطر اليسار على الدولة، وأطلق إصلاحات جذرية في البلاد، واعتُبر الانقلاب انتصارًا للقوى التقدمية.

## الإصلاحات

### إصلاحات الحكومة

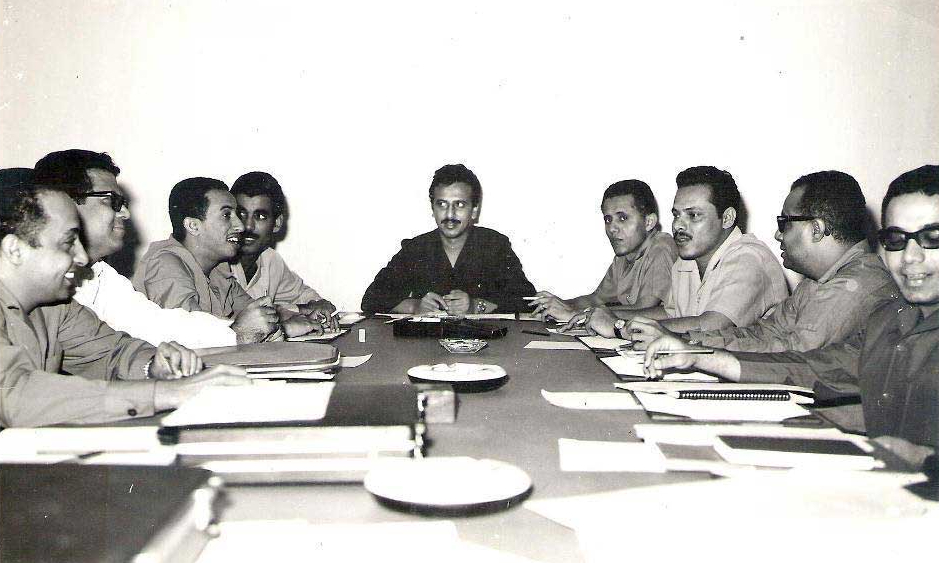
اجتماع حكومة محمد علي هيثم المشكلة حديثا بعد نجاح الانقلاب في ديسمبر 1969

ظل جنوب اليمن جمهورية ماركسية لينينية حتى توحيده عام ١٩٩٠. وحكمت الجبهة القومية جمهورية اليمن الديمقراطية الشعبية باستمرار، وفي عام ١٩٧٨، أصبح الحزب الاشتراكي اليمني . باتباعه سياسات اشتراكية ، حوّل الحزب الحاكم جنوب اليمن إلى دولة رفاهية تتمتع بتعليم جيد وحقوق المرأة وفساد منخفض.   وعملت الحكومة الجديدة بنشاط على القضاء على الطبقات "الطفيلية والبرجوازية " في المجتمع، مثل الشيوخ والسلاطين، إلخ.  في عام ١٩٨٦، واجهت البلاد انقسامًا حزبيًا آخر ومحاولة انقلاب دموية . 

### الإصلاحات الزراعية
في 27 نوفمبر/تشرين الثاني 1969، أممت الحكومة القطاعات الاقتصادية الرئيسية في البلاد. وبموجب المرسوم، أُلغيت جميع الاحتكارات الأجنبية في القطاعات التجارية والمالية والمصرفية للاقتصاد المحلي ونُقلت إلى القطاع العام. 

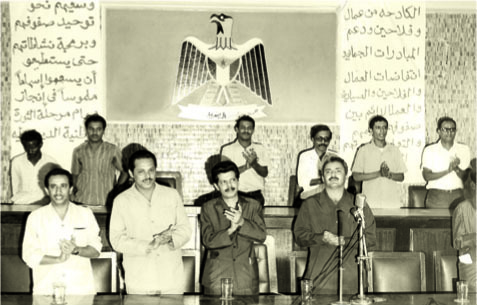
سالمين وعبد الفتاح إسماعيل وعلي ناصر محمد أثناء ثورة الفلاحين التي نظموها عام 1970

سرعان ما نظمت الحكومة الماركسية عدة انتفاضات فلاحية في البلاد، بهدف تهيئة الظروف اللازمة لتطبيق الإصلاحات الاشتراكية في الزراعة. انطلقت أولى هذه الانتفاضات في 3 أكتوبر/تشرين الأول 1970 في المناطق الجنوبية، وتلتها انتفاضات مماثلة في مناطق أخرى من البلاد.  وفي وقت لاحق، أصدرت الحكومة " مرسوم الإصلاح الزراعي ". وقد زاد هذا المرسوم بشكل كبير من أهمية القطاع التعاوني العام، من خلال إنشاء العديد من المزارع الحكومية والتعاونيات الزراعية. وفي يوليو/تموز 1971، نظمت الحكومة أول " مؤتمر للفلاحين الفقراء "، الذي اعتمد عدة قرارات وتوصيات، هدفت جميعها إلى "حل القضية الزراعية بما يخدم مصالح المزارعين والفلاحين الفقراء من خلال الانتفاضات الفلاحية والسير نحو إنشاء وتشكيل التعاونيات العامة".  وبعد خمس سنوات، نظمت الحكومة " مؤتمرًا تأسيسيًا "، والذي أدى بدوره إلى تأسيس اتحاد الفلاحين اليمنيين الديمقراطيين . وقد أعطت جميع هذه الإجراءات دفعةً ملحوظةً للزراعة: فوفقًا للبيانات الرسمية، بلغ نمو القطاع الزراعي 70%. حققت الخطة الخمسية الأولى تقدمًا ملحوظًا في تحديث الزراعة. فقد زاد إنتاج البيض والدجاج ومنتجات الألبان والخضراوات والفواكه بشكل ملحوظ. 

### الإصلاحات الاجتماعية

فتيات يمنيات في المدرسة

وعلى الرغم من البيئة المحافظة والمقاومة، أصبحت المرأة مساوية قانونيًا للرجل، وتم حظر تعدد الزوجات وزواج الأطفال والزواج المدبر بموجب القانون وتمت الموافقة على الحقوق المتساوية في الطلاق؛ وكل ذلك مدعوم ومحمي من قبل الاتحاد العام للمرأة اليمنية التابع للدولة.  كما قامت الجمهورية بعلمنة التعليم وتم استبدال الشريعة الإسلامية بقانون قانوني للدولة .  تم إلغاء العبودية في اليمن ، والتي تم إلغاؤها في شمال اليمن بواسطة ثورة 1962 ، الآن أيضًا في جنوب اليمن. 

### إصلاحات الرعاية الصحية

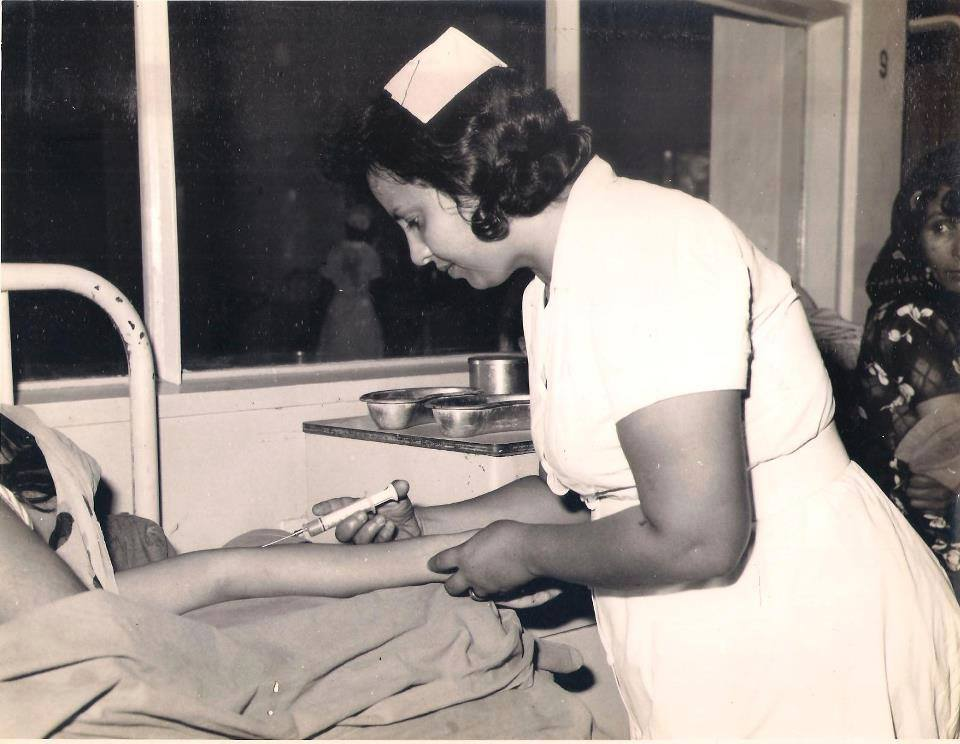
ممرضة يمنية

أكدت الحكومة الجديدة على أهمية تبني سياسات تهدف إلى تحديث الرعاية الصحية وتوفيرها لجميع المواطنين. على سبيل المثال، أشارت التقارير المقدمة إلى ما يسمى "مؤتمر التوحيد" إلى ضرورة تدريب وتطوير الكوادر الطبية، وإنشاء العديد من المعاهد الطبية، وافتتاح مستشفيات ومراكز طبية أخرى في جميع محافظات جنوب اليمن. 

### إصلاحات الكهرباء
بما أن بريطانيا لم تحاول كهربة أي شيء خارج عدن ، فبعد هروبهم (وفرار خبراءهم) عام ١٩٦٧، غرقت البلاد بأكملها في ظلام دامس (باستثناء عدن نفسها). ونتيجةً لذلك، أنشأت السلطات الاشتراكية ما يُسمى " المؤسسة العامة للطاقة الكهربائية " (اختصارًا PCEP).  كانت الأهداف الرئيسية للمؤسسة في مراحلها الأولى إعادة تشغيل محطات الطاقة، وربطها بشبكة الكهرباء العامة، وإنشاء مركز لتدريب الكوادر اليمنية على التعامل مع الكهرباء. وسرعان ما أطلقت الحكومة والمؤسسة خططًا مدتها ثلاث وخمس سنوات تهدف إلى زيادة إنتاج الكهرباء لتلبية احتياجات اليمنيين الجنوبيين. 